# Tlatepexe
Tlatepexe är en ort i Mexiko.   Den ligger i kommunen Metztitlán och delstaten Hidalgo, i den sydöstra delen av landet, 140 km norr om huvudstaden Mexico City. Tlatepexe ligger 1 271 meter över havet och antalet invånare är 573.
Terrängen runt Tlatepexe är huvudsakligen kuperad, men norrut är den bergig. Tlatepexe ligger nere i en dal. Runt Tlatepexe är det glesbefolkat, med 20 invånare per kvadratkilometer. Närmaste större samhälle är Zacualtipán, 14,3 km öster om Tlatepexe. I omgivningarna runt Tlatepexe växer huvudsakligen savannskog.